# Rudolf Kaiser (Physiker)
Rudolf Kaiser (* 1923 in Nürnberg; † 1986) war ein deutscher Physiker und Patentrichter. 
Nach ihm wurde der Rudolf-Kaiser-Preis für Experimentalphysik benannt, den die von ihm errichtete Rudolf-Kaiser-Stiftung vergibt.
Kaiser wurde 1923 in Nürnberg geboren. Er war mehrere Jahre lang Vorsitzender Richter am Bundespatentgericht, bevor er sich 1979 an der Technischen Universität München im Bereich der Experimentalphysik habilitierte. Nach seiner Tätigkeit als Richter und Wissenschaftler widmete er sich insbesondere der Förderung des wissenschaftlichen Nachwuchses.

## Rudolf-Kaiser-Preis
Der Rudolf-Kaiser-Preis ist eine Auszeichnung für Nachwuchswissenschaftler in der Experimentalphysik. Seit 1989 wird dieser Preis jährlich verliehen, um besondere wissenschaftliche Leistungen junger Forscher zu würdigen. Der Preis richtet sich an Wissenschaftler, die bereits bemerkenswerte Beiträge in ihrem Fachgebiet geleistet haben, aber noch nicht auf einen deutschen Lehrstuhl berufen wurden. Das Preisgeld beträgt 35.000 Euro und soll den Preisträgern helfen, ihre wissenschaftliche Karriere voranzutreiben und sich in der akademischen Welt zu etablieren. Die Bewerbung für den Rudolf-Kaiser-Preis kann entweder als Eigenbewerbung oder als Vorschlag durch eine Hochschullehrperson erfolgen. Die jährliche Bewerbungsfrist endet im April.